# Municipio de Guyan
El municipio de Guyan (en inglés: Guyan Township) es un municipio ubicado en el condado de Gallia en el estado estadounidense de Ohio. En el año 2010 tenía una población de 1166 habitantes y una densidad poblacional de 14,23 personas por km².

## Geografía
El municipio de Guyan se encuentra ubicado en las coordenadas 38°37′57″N 82°18′34″O / 38.63250, -82.30944. Según la Oficina del Censo de los Estados Unidos, el municipio tiene una superficie total de 81.91 km², de la cual 81,68 km² corresponden a tierra firme y (0,28 %) 0,23 km² es agua.

## Demografía
Según el censo de 2010, había 1166 personas residiendo en el municipio de Guyan. La densidad de población era de 14,23 hab./km². De los 1166 habitantes, el municipio de Guyan estaba compuesto por el 98,63 % blancos, el 0,17 % eran amerindios, el 0,43 % eran asiáticos y el 0,77 % eran de una mezcla de razas. Del total de la población el 0,51 % eran hispanos o latinos de cualquier raza.